# Along Came a Spider
Along Came a Spider je pětadvacáté studiové album amerického zpěváka Alice Coopera, vydané v roce 2008 a znovu v roce 2010.

## Seznam skladeb
1. "Prologue / I Know Where You Live" (Cooper, Saber, Hampton)- 4:21
2. "Vengeance Is Mine" (& Slash) (Cooper, Saber, Hampton) – 4:26
3. "Wake the Dead" (& Ozzy Osbourne) (Cooper, Osbourne, Saber) – 3:53
4. "Catch Me If You Can" (Cooper, Saber, Hampton) – 3:15
5. "(In Touch with) Your Feminine Side" (Cooper, Garric, Johnson, Kelli) – 3:16
6. "Wrapped in Silk" (Cooper, Saber, Hampton) – 4:17
7. "Killed By Love" (Cooper, Garric, Bacchi, Kelli) – 3:34
8. "I'm Hungry" (Cooper, Saber, Hampton) – 3:58
9. "The One That Got Away" (Cooper, Kelli, Jani Lane) – 3:21
10. "Salvation" (Cooper, Saber, Hampton, Fowler) – 4:36
11. "I Am the Spider / Epilogue" (Cooper, Saber, Hampton) – 5:21

## Sestava
- Alice Cooper – zpěv, doprovodný zpěv
- Danny Saber – kytara (1, 2, 3, 5, 6, 7, 8, 10 a 11); slide kytara (4); ebow (4); baskytara (1, 3, 6, 8, 10 a 11); piáno (7); klávesy (1, 3, 6, 7, 8, 10 a 11); syntezátor (4); strunné aranže (10 a 11)
- Greg Hampton – kytara (2, 4, 6, 8,9 a 11); baskytara (4); klávesy (4, 9 a 11); doprovodný zpěv (1, 2, 3, 4, 6, 8 a 11); strunné aranže (2 a 11)
- Keri Kelli – kytara (5, 7 a 9)
- Jason Hook – kytara (5)
- Slash – kytara (2)
- Whitey Kirst – kytara (8)
- Chuck Garric – baskytara (2, 7 a 9); doprovodný zpěv (2)
- Eric Singer – bicí (1, 2, 4, 5, 6, 7, 9 a 11)
- David Piribauer – bicí (8 a 10)
- Steffen Presley – varhany (6)
- Ozzy Osbourne – harmonika (3) (Uváděn jako J. Osbourne)
- Bernard Fowler – doprovodný zpěv (1, 3, 4, 5, 6, 7, 8, 9, 10 a 11)
- Calico Cooper – doprovodný zpěv (5); spoken word (9)